# Arquidiócesis de Taiyuan
La arquidiócesis de Taiyuan (en latín: Archidioecesis Taeiuenensis y en latín: 天主教太原总教区) es una circunscripción eclesiástica de la Iglesia católica en China. Se trata de una arquidiócesis latina, sede metropolitana de la provincia eclesiástica de Taiyuan. Desde el 24 de noviembre de 2013 su arzobispo es Paul Meng Zhu-you, aunque para el Anuario Pontificio es sede vacante desde 1983. La Asociación Patriótica Católica China la redujo a diócesis de Taiyuan en fecha no precisada y el 15 de julio de 1982 cedió parte de su territorio para la erección de la diócesis patriótica de Xinzhou, sin asentimiento de la Santa Sede.

## Territorio y organización
La arquidiócesis tiene 16 000 km² y extiende su jurisdicción sobre los fieles católicos de rito latino residentes en parte de la provincia de Shanxi. La diócesis patriótica de Taiyuan comprende la ciudad prefectura de Taiyuan.
La sede de la arquidiócesis se encuentra en la ciudad de Taiyuan, en donde se halla la Catedral de la Inmaculada Concepción.
La arquidiócesis tiene como sufragáneas a las diócesis de: Datong, Hongdong, Lu'an, Lüliang, Shuozhou y Yuci.
En 1950 en la arquidiócesis existían 24 parroquias.

## Historia
El vicariato apostólico de Shansi fue erigido el 15 de octubre de 1696 con el breve E sublimi Sedis del papa Inocencio XII, obteniendo el territorio de la diócesis de Pekín (hoy arquidiócesis de Pekín).
En 1712 el vicariato apostólico fue suprimido y su territorio fue incorporado al del vicariato apostólico de Shensi (hoy arquidiócesis de Xi'an), que al mismo tiempo tomó el nuevo nombre de vicariato apostólico de Shensi y Shansi.
El 2 de marzo de 1844 se restauró el vicariato apostólico de Shansi.
El 17 de junio de 1890 se dividió mediante el breve Quae catholico nomini del papa León XIII, dando lugar al vicariato apostólico de Shansi Meridional (hoy diócesis de Lu'an) y a la actual circunscripción, que tomó el nombre de vicariato apostólico de Shansi Septentrional.
Entre los vicarios apostólicos, se recuerda especialmente a Gregorio María Grassi quien, junto con su vicario coadjutor, Francesco Fogolla, fue asesinado durante la rebelión de los Bóxers. Ambos fueron canonizados por el papa Juan Pablo II el 1 de octubre de 2000.
Posteriormente, cedió partes de su territorio para la erección de las siguientes circunscripciones eclesiásticas:
- la prefectura apostólica de Datongfu (hoy diócesis de Datong) el 14 de marzo de 1922 mediante el breve Concreditum Nobis del papa Pío XI;[3]
- el vicariato apostólico de Fenyang (hoy diócesis de Fenyang) el 12 de mayo de 1926 mediante el breve In omnes del papa Pío XI;[4]
- la prefectura apostólica de Shohchow (hoy diócesis de Shuozhou) el 12 de julio de 1926 mediante el breve Cum Nobis del papa Pío XI;[5]
- la prefectura apostólica de Yuci (hoy diócesis de Yuci) el 17 de junio de 1931 mediante el breve Cum Minister del papa Pío XI.[6]

Mientras tanto, el 3 de diciembre de 1924 el vicariato apostólico había asumido el nombre de vicariato apostólico de Taiyuanfu mediante el decreto Vicarii et Praefecti de la Congregación de Propaganda Fide.
En la década de 1930 el vicario apostólico Agapito Augusto Fiorentini inauguró el seminario mayor, que luego fue cerrado en 1938 y reabierto en 1985.
El 11 de abril de 1946 el vicariato apostólico fue elevado al rango de arquidiócesis metropolitana mediante la bula Quotidie Nos del papa Pío XII.
El Partido Comunista de China se impuso en la guerra civil, ocupó Taiyuan el 25 de abril de 1949 y proclamó la República Popular China el 1 de octubre de 1949. El 4 de septiembre de 1951 China comunista expulsó al nuncio apostólico Antonio Riberi y la Santa Sede continuó reconociendo a la República de China en Taiwán como el legítimo gobierno chino. Todos los misioneros extranjeros fueron expulsados de China comunista en 1952, entre ellos el arzobispo Domenico Luca Capozi.
La Asociación Patriótica Católica China fue creada con el apoyo de la Oficina de Asuntos Religiosos de la República Popular de China en 1957, con el objetivo de controlar las actividades de los católicos en China. Su nombre público es Iglesia católica china y es referida como la "Iglesia oficial" en contraposición a la "Iglesia subterránea" o "Iglesia clandestina" leal a la Santa Sede.
En el período de 1966 a 1976 la Revolución Cultural se ensañó especialmente contra la religión, destruyéndose numerosas iglesias y cesaron todas las actividades religiosas en la arquidiócesis. A principios de la década de 1980 la arquidiócesis reanudó sus operaciones.
La Asociación Patriótica Católica China la redujo a diócesis de Taiyuan en fecha no precisada y el 15 de julio de 1982 cedió parte de su territorio para la erección de la diócesis patriótica de Xinzhou que incluye parte de las diócesis de Fenyang y de Shuozhou, sin asentimiento de la Santa Sede.
De 1981 a 1994 el obispo oficial de la arquidiócesis fue el sacerdote franciscano Bonaventure Benedict Zhang Xin, ordenado en 1937. Durante quince años internado en campos de reeducación, trabajó en la diócesis construyendo más de 60 iglesias, restableció el santuario mariano de Nuestra Señora de la Porciúncula y reabrió el seminario mayor en 1985, ordenando 24 sacerdotes. Tras jubilarse en 1994, falleció el 10 de septiembre de 1999.
Le sucedió en la sede episcopal Sylvestre Li Jiantang, exobispo auxiliar.
En 2006 la arquidiócesis celebró con cierta pompa el centenario de la iglesia catedral. El párroco de la catedral, Paul Meng Ningyou, fue en 2008 uno de los portadores de la antorcha en el paso de la llama olímpica de los Juegos Olímpicos de Pekín 2008. El 16 de septiembre de 2010 fue ordenado obispo coadjutor de la arquidiócesis.
El 22 de septiembre de 2018 se firmó en Pekín el Acuerdo provisional entre la Santa Sede y la República Popular de China sobre el nombramiento de los obispos. Tras el acuerdo, el papa Francisco readmitió al obispo "oficial" Giuseppe Ma Yinglin en la comunión eclesial. La comunicación de la Santa Sede sobre la tarea pastoral que le ha sido confiada como obispo de Kunming fue recibida por el interesado el 12 de diciembre de 2018 en Pekín en el marco de una celebración eclesial.
El 22 de octubre de 2020 el acuerdo fue prorrogado por otros dos años y en octubre de 2022 por otros dos años más.
Debido a la situación particular de la Iglesia católica en China, la Santa Sede no nombra obispos para las diócesis chinas, que son sedes oficialmente vacantes incluso en presencia de obispos reconocidos por Roma.
El 20 de enero de 2025 el Boletín diario de la sala de prensa de la Santa Sede informó que el 28 de octubre de 2024 el papa Francisco había suprimido la diócesis de Fenyang. Con parte de su territorio erigió la diócesis de Lüliang, que pasó a ser sufragánea de Taiyuan; mientras que los condados de Kelan y Jingle fueron incorporados a la arquidiócesis de Taiyuan y los condados de Pingyao y Jiexiu a la diócesis de Yuci.

## Estadísticas
Según el Anuario Pontificio 2002 la arquidiócesis tenía a fines de 1950 un total de 40 749 fieles bautizados.
| Año                                                                             | Población            | Población | Población      | Sacerdotes | Sacerdotes    | Sacerdotes    | Bautizados por sacerdote | Diáconos permanentes | Religiosos | Religiosos | Parroquias |
| Año                                                                             | Bautizados católicos | Total     | % de católicos | Total      | Clero secular | Clero regular | Bautizados por sacerdote | Diáconos permanentes | Varones    | Mujeres    | Parroquias |
| ------------------------------------------------------------------------------- | -------------------- | --------- | -------------- | ---------- | ------------- | ------------- | ------------------------ | -------------------- | ---------- | ---------- | ---------- |
| 1950                                                                            | 40 749               | 1 500 000 | 2.7            | 41         | 15            | 26            | 993                      |                      | 2          | 31         | 24         |
| Fuente: Catholic-Hierarchy, que a su vez toma los datos del Anuario Pontificio. |                      |           |                |            |               |               |                          |                      |            |            |            |

Según fuentes estadísticas locales en 2006 la arquidiócesis contaba circa 80 000 católicos, 25 parroquias, 50 sacerdotes, 4 diáconos, 26 religiosas y 23 seminaristas.

## Episcopologio
- Antonio Posateri, O.F.M. † (1702-18 de enero de 1705 falleció)
  - Sede suprimida (1712-1844)
- Gabriele Grioglio, O.F.M. † (2 de marzo de 1844-1861 renunció)
  - Sede vacante (1861-1870)
- Luigi Moccagatta, O.F.M. † (27 de septiembre de 1870-6 de septiembre de 1891 falleció)[nota 1]
- San Gregorio María Grassi, O.F.M. † (6 de septiembre de 1891 por sucesión-9 de julio de 1900 falleció)
- Agapito Augusto Fiorentini, O.F.M. † (16 de marzo de 1902-18 de noviembre de 1909 renunció)
- Eugenio Massi, O.F.M. † (15 de febrero de 1910-7 de julio de 1916 nombrado vicario apostólico de Shensi Central)
- Agapito Augusto Fiorentini, O.F.M. † (7 de julio de 1916-21 de septiembre de 1938 renunció)
- Domenico Luca Capozi, O.F.M. † (12 de enero de 1940-1983 retirado)
  - Sede vacante
  - Bonaventure Benedict Zhang Xin, O.F.M. † (18 de diciembre de 1981 consagrado-1994 renunció)
  - Sylvester Li Jian-tang † (18 de diciembre de 1994 consagrado-24 de noviembre de 2013 renunció)
  - Paul Meng Zhu-you, por sucesión el 24 de noviembre de 2013